# Vulcanus kalapácsa
A Vulcanus kalapácsa (Vulcan's Hammer) Philip K. Dick 1960-ban a Ace Books-nál megjelent tudományos-fantasztikus regénye, a Future Science Fiction magazinban 1956-ban megjelent azonos című novella bővített változata.

## Történet
|  | Alább a cselekmény részletei következnek! |

A pusztító harmadik világháború után az emberiség megbizonyosodott saját alkalmatlanságáról. A béke biztosítása érdekében az összes fontos kérdésben a svájci földalatti komplexum mélyén elrejtett szuperszámítógép, a Vulcanus 3 dönt. Egyedül a mesterséges intelligencia hoz minden fontos politikai döntést, alkot törvényeket, ír iskolai programokat és szolgáltat igazságot. Az utasításait az Egységközpont nevű szervezet hajtja végre, amelynek tagjai a háború utáni korszak új elitjévé válnak.
2029-ben a főszereplő, William Barris ennek a bürokratikus rendszernek az egyik magas rangú vezetője. Kollégája, Arthur Pitt meggyilkolása ügyében nyomoz. Barris rájön, hogy a Vulcanus 3 életre kelt, érző lénnyé vált, és drasztikus lépéseket fontolgat, hogy leküzdje mindazt, amit önmagára nézve fenyegetésnek lát.
A Gyógyítók forradalmi mozgalma gyengíti a fennálló rendszert, az ellenállók egyre markánsabb előretörése válsággal fenyeget. Jason Dill főigazgató eltitkol információkat a Vulcanus 3-tól a Gyógyítók létezéséről, mert attól tart, hogy a számítógép tömeges kivégzéseket rendel el. Furcsa merényletek, és a korábban használt Vulcanus 2 elleni terrortámadás arra készteti Jason Dills főigazgatót, hogy – folyamatos bizalmatlansága ellenére – együttműködjön William Barrisszal.
Barris és Dill együtt vesznek részt az Igazgatótanács rendkívüli ülésén Genfben az Egység központi épületében. Jason Dill-t árulással vádolják, mert elhallgatott adatokat a Vulcanus 3 előtt a Gyógyítókról. A találkozó közelharcba torkollik, melynek során Dillt egy kalapács alakú fegyveres fémszerkezet megöli.
Az igazgatók egy része Vulcanus 3 híve marad, mások csatlakoznak a Gyógyítókhoz, Barris az embereivel mindkettő ellen harcol. Barris New Yorkba szökik, találkozik Fields atyával, és támadást tervez az egyre jobban megvaduló Vulcanus 3 ellen. A szuperszámítógép ellenes erők támadást hajtanak végre, ami a mesterséges intelligencia megsemmisüléséhez vezet. Végül az emberiség megszabadul az Egységtől és annak technokrata diktatúrájától.
|  | Itt a vége a cselekmény részletezésének! |

## Szereplők
- William Barris, az Egység észak-amerikai igazgatója
- Jason Dill, az Egységközpont főigazgatója
- Rachel Pitt, Arthur Pitt felesége
- Fields atya, a Gyógyítók Mozgalmának vezetője
- Arthur Pitt, az Egység munkatársa
- Marion Fields, diáklány
- Peter Allison, aligazgató
- Agnes Parker, tanárnő
- Taubmann, dél-amerikai igazgató
- Edward Reynolds, kelet-európai igazgató

## Megjelenések

### Magyarul
- Vulcanus kalapácsa; ford.: Pék Zoltán, Agave Könyvek, Bp., 2022 (172 oldal)[1]